# Wereldmuseum Amsterdam
Tropenmuseum
Le Wereldmuseum Amsterdam en français : « Musée du Monde Amsterdam » est un musée ethnographique situé dans l'arrondissement d'Amsterdam-Oost, à Amsterdam aux Pays-Bas.

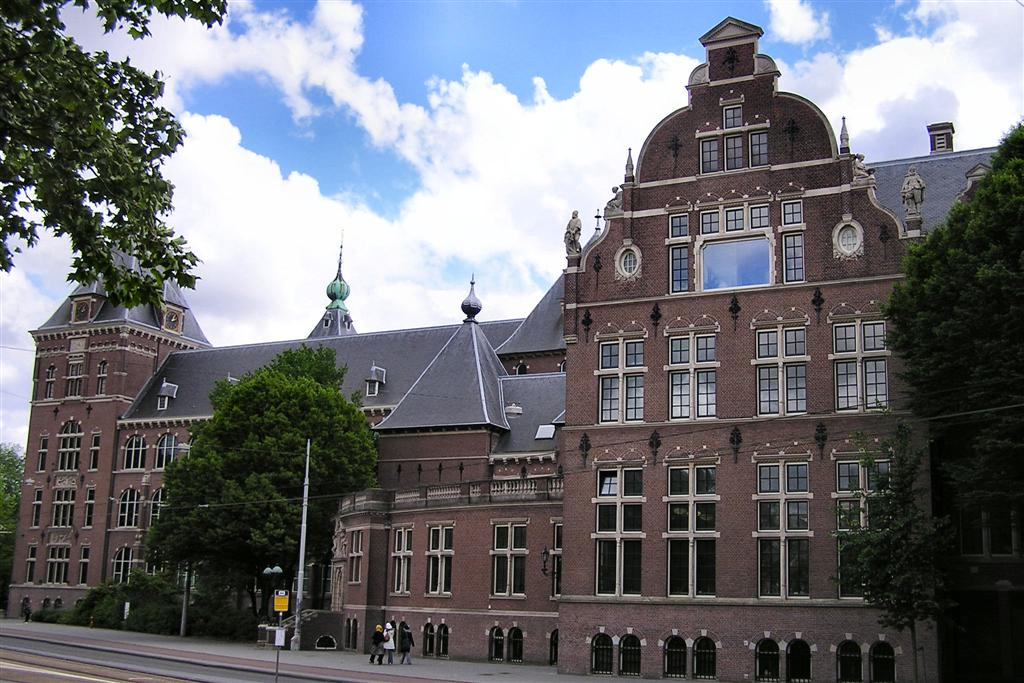
L'immeuble colonial à Amsterdam qui héberge le Tropenmuseum.

Il présente les différentes civilisations du monde à travers des reconstitutions très fidèles.
Il fait partie du Koninklijk Instituut voor de Tropen (KIT, « Institut royal des Tropiques »), et constitue l'un des quatre sites du musée national des cultures du monde néerlandais.
En 2025, il est dirigé par Marieke van Bommel (direction générale) et Wayne Modest (directeur du contenu).

## Divers

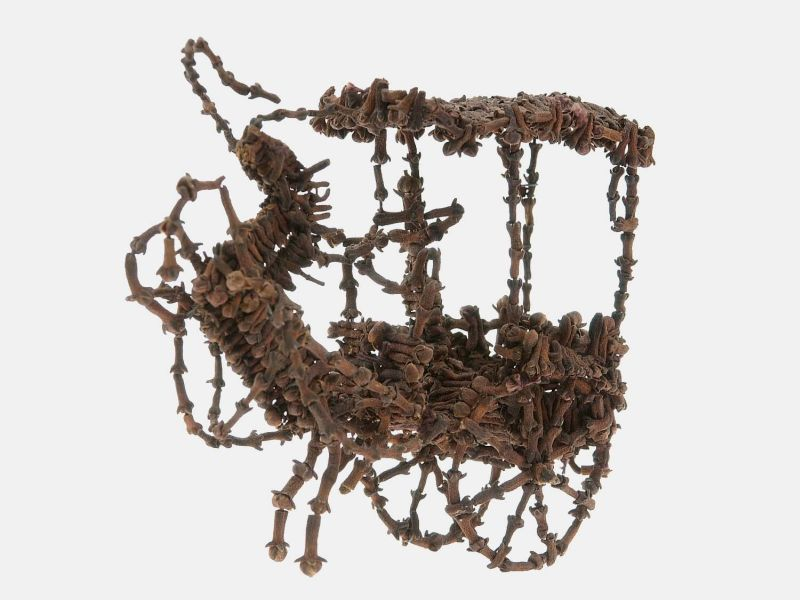
Carriole hippomobile en clous de girofle.

- Le 25 novembre 2009, le Tropenmuseum fait une donation de 35 000 images concernant l'Indonésie à Wikimedia Commons.
- Il est renommé sous son nom actuel en 2023[2].